# Palau Episcopal de Vic
El Palau Episcopal és un complex edilici a Vic (Osona) projectat a finals del segle xvii per l’arquitecte Fra Josep de la Concepció amb elements barrocs i neoclàssics. És una obra protegida com a Bé Cultural d'Interès Local.

## Descripció
El Palau Episcopal consta d'una sèrie d'edificacions construïdes a l'entorn d'un pati central amb planta baixa i dues plantes pis. La part del migdia està formada per una façana coronada per dues torres amb galeries. La façanes acaben amb una barbacana amb colls de fusta.

## Història
El Palau de Fusta ha estat des de sempre vinculat als edificis que envolten la catedral. No tenim gaires notícies del palau del segle xi, encara que sabem que el costat de la catedral hi havia les dependències de la canònica, a la banda de migdia i a continuació venia el susdit palau. Fa uns anys ha aparegut les dues arcades del pati medieval i sota l'actual palau es conserven dues sales paral·leles amb finestres de doble esqueixada i cobertes amb voltes. El 1671, el bisbe Jaume Copons i el capítol decidiren la construcció d'un nou edifici que fou projectat per Fra Josep de la Concepció, que s'amplià posteriorment, el 1806, en obrir-se el c/ de Sta. Maria. El 1915 es construir la tribuna sobre el portal principal.